# 三脉山黧豆
三脉山黧豆（学名：Lathyrus komarovii）为豆科山黧豆属下的一个种。